# Асанья, Мануэль
Мануэ́ль Аса́нья-и-Ди́ас (исп. Manuel Azaña y Díaz; 10 января 1880, Алькала-де-Энарес, Новая Кастилия — 4 ноября 1940, Монтобан, Франция) — испанский политический и государственный деятель левоцентристского толка, президент Испании (1936—1939). Писатель.

## Биография

### Семья и образование
Родился в состоятельной семье, рано осиротел. Окончил колледж ордена августинцев в Эскориале (именно в это время Асанья расстался с религиозными взглядами). Лиценциат права университета Сарагосы (1897), доктор права Центрального университета Мадрида (1900).

### Журналист, писатель, политик
В молодости работал помощником адвоката Луиса Диаса Кобеньи (другим помощником в это же время был будущий предшественник Асаньи на посту президента Испании Нисето Алькала Самора). Затем ввязался в неудачное предприятие с организацией электрической фабрики, но, потеряв состояние, с 1910 года работал в ведомстве регистрации и нотариата. С 1911-го продолжал образование в Париже. В 1913—1920 гг. — секретарь Атенеума, либерального литературного, научного и художественного общества в Мадриде. Публиковался в изданиях El Imparcial и El Sol. С 1914 был членом Реформистской партии, лидером которой являлся Мелькиадес Альварес (расстрелянный республиканскими военными в 1936 в бытность президентом Асаньи, который не сумел предупредить убийство своего бывшего политического наставника).
Во время Первой мировой войны Асанья работал корреспондентом во Франции, в том числе на фронте; его материалы имели ярко выраженную профранцузскую направленность. В 1918 и 1923 гг. он неудачно баллотировался в Кортесы (парламент) от Толедо. В 1918-м участвовал в создании Испанского демократического союза, после неудачи этого политического проекта вернулся во Францию, где работал журналистом в газете Figaro. В 1920—1924 редактировал журнал Pluma, в 1923—1924 — журнал España. Женился на сестре своего коллеги-журналиста Сиприано Риваса Черифа.
Был известным писателем, автор художественных произведений «Жизнь Хуана Валеры» (Vida de don Juan Valera, 1926, за эту книгу Асанья был удостоен Национальной премии по литературе), El Jardín de los frailes (1926), La invención del Quijote y otros ensayos (1934). Кроме того, он переводил труды Джорджа Борроу, Бертрана Рассела, Стендаля, занимался литературной критикой; публицист, эссеист.
В 1920-е годы находился в оппозиции к королю Альфонсу XIII и диктатору Мигелю Примо де Ривере. В 1924 году опубликовал энергичное воззвание, направленное против диктатуры. В 1925 году, вместе с другом и соратником, учёным-химиком Хосе Хиралем, основал партию Республиканское действие. В 1930 году возглавил мадридское литературное, научное и художественное общество «Атенеум», что демонстрировало его степень влияния среди испанских либеральных интеллектуалов. В августе 1930 года участвовал в заключении Пакта Сан-Себастьяна, символизировавшего единство всех республиканских политических сил.

### Премьер-министр
После свержения монархии в апреле 1931-го Асанья стал военным министром во временном правительстве республики. В октябре 1931 — сентябре 1933 г. одновременно являлся премьер-министром (сменил на этом посту Алькала Самору, который ушёл в отставку из-за разногласий с большинством членов правительства по вопросу отношения к католической церкви). Во время своей правительственной деятельности Асанья проводил ярко выраженную антиклерикальную политику. После того, как 11 мая 1931 г. по всей стране начались погромы церквей и монастырей, Асанья отказался принимать меры против их участников, демонстративно заявив, что все церкви Испании не стоят и одного республиканца. Из страны был выслан примас католической церкви Испании кардинал Сегура, выступивший с критикой республики. Асанья был одним из инициаторов принятия республиканской Конституции, согласно которой церковь отделялась от государства, священники лишались государственной зарплаты, запрещались монашеские ордена, члены которых давали дополнительные обеты, кроме трёх обычных (таким образом, из Испании изгонялись иезуиты, которые давали четвёртый обет — верности Папе Римскому).
Правительство Асаньи провело аграрную и образовательную реформы (в рамках последней были закрыты церковные школы и открыто большое количество светских), провело через парламент устав каталонской автономии. Кроме того, в качестве военного министра он стал инициатором проведения преобразований в армии, опираясь на поддержку либерально настроенных артиллеристов и военных инженеров, недовольных своим медленным продвижением по службе по сравнению с офицерами, отличившимися во время войны в Марокко. Асанья инициировал создание специальной комиссии, которая занялась пересмотром обоснованности внеочередного присвоения чинов офицерам, воевавшим в Африке, что вызвало резкое недовольство с их стороны. В 1936 г. целый ряд этих офицеров (включая Франсиско Франко) приняли участие в выступлении военных против республики. Франко был недоволен деятельностью Асаньи ещё и из-за закрытия военным министром в целях экономии Военной академии в Сарагосе, которой тогда он руководил. В то же время преобразования Асаньи не носили революционного характера — так, несмотря на его громкое заявление о намерении «растереть в порошок» военную касту, офицеры, не присягнувшие республике, получили возможность выйти в отставку с полной пенсией. В армии было существенно сокращено количество генералов, которое было приведено в соответствие с численностью армии.
В 1932 правительство Асаньи смогло подавить военное восстание под руководством генерала Хосе Санхурхо (так называемую «санхурхаду»), что укрепило его позиции. В то же время расстрел анархистов, выступивших против правительства в деревне Касас-Вьехас в январе 1933, разочаровал многих республиканцев, ранее поддерживавших Асанью. На муниципальных выборах 1933 правительственные партии потерпели неудачу, что способствовало отставке правительства в сентябре того же года и проведению досрочных выборов. Во время работы в правительстве Асанья продолжал заниматься литературной деятельностью, написав драму «Корона».
По словам историка Хью Томаса,
в силу застенчивости Асанья многое держал при себе, в своём творчестве в даже речах он то и дело сбивался на самоанализ и до такой степени избегал общества (особенно женского), что подвергался насмешкам со стороны друзей-интеллектуалов. И всё же Асанья сумел стать военным министром, сохраняя при этом одинокую надменность, не изменявшую ему ни при победах, ни при поражениях… Поклонник Кромвеля и Вашингтона, Асанья культивировал сверхчеловеческую отрешённость от всего лишнего и интеллектуальную чистоту мышления, которые позволили ему увидеть интереснейшие детали жизни Испании. Поскольку он был совершенно бескорыстен, врагам оставалось лишь осыпать его личными оскорблениями. Правые газеты именовали его не иначе как «Чудовище» из-за некрасивой внешности. В то же время тысячи и тысячи людей считали Асанью «сильным человеком республики». На удивление красноречивый, прекрасный знаток любой темы, о которой шла речь, нерешительный в критические минуты и ироничный перед лицом неприятностей, он мог проявлять и диктаторскую бескомпромиссность, и оптимизм, когда приходилось бороться с трудностями.

### В оппозиции
После победы правоцентристских сил на парламентских выборах в ноябре 1933, Асанья ненадолго отошёл от политики, написав книгу «Во власти и в оппозиции». В 1934 он стал лидером вновь созданной Лево-республиканской партии, объединившей Республиканское действие, радикал-социалистов (лидер — министр образования в правительстве Асаньи Марселино Доминго) и Республиканскую Галисийскую автономную организацию (лидер — Сантьяго Касарес Кирога). В том же году он был арестован по обвинению в подстрекательстве к восстанию в Барселоне с целью провозглашения каталонского государства. 14 ноября 1934 большая группа либерально настроенной и левой интеллигенции, включая Федерико Гарсиа Лорку, направила правительству протест против обращения, которому подвергался Асанья. Он был освобождён судом в 1935 и описал эти события в книге «Моё восстание в Барселоне». В конце 1935 принял активное участие в создании левой коалиции Народный фронт, победившей на внеочередных парламентских выборах в феврале 1936.

### Президент
В феврале-мае 1936 был премьер-министром, а после смещения с должности президента Алькала Саморы сменил его на этом посту 10 мая 1936. Начало гражданской войны в июле 1936 стало сильнейшим ударом по его позициям, роль президента становилась всё более номинальной, у него были значительные разногласия с премьерами-социалистами Франсиско Ларго Кабальеро и Хуаном Негрином. Во время войны написал очередную книгу La velada en Benicarló, пьесу, в которой шла речь о конфликтах, мешавших единству республиканцев.
Придя к выводу, что республиканцы не могут выиграть войну, Асанья стал сторонником компромисса с франкистами. 18 июля 1938, выступая перед парламентом, он произнёс речь с требованием примирения под лозунгом «Мир, милосердие, прощение». Однако для националистов он, как и ранее, оставался неприемлемой фигурой, с которой были связаны основные республиканские реформы. В феврале 1939, после потери республиканцами контроля над Каталонией, Асанья пешком перешёл Пиренеи и бежал во Францию, где 27 февраля заявил о своей отставке — этот шаг способствовал падению легитимности властей республики, где всего неделю спустя сторонники компромисса с франкистами во главе с С. Касадо осуществили переворот.

### Эмигрант
Жил в эмиграции во Франции. В 1940, после оккупации немцами севера Франции и создания на её юге вишистского правительства, представители режима Франко настаивали на задержании Асаньи, находившегося в то время в Руссильоне, и его выдачи в Испанию. Гестапо хотело его арестовать. Однако посол Мексики во Франции  Луис Родригес спас Асанью, перевезя его в машине скорой помощи в Монтобан, где в нескольких комнатах временно располагалась мексиканская миссия. Там Асанья с женой прожили несколько месяцев. 4 ноября 1940 сильно постаревший и тяжело переносивший жизненные испытания бывший президент скончался. Епископ Монтобана причастил его перед смертью — таким образом, Асанья вернулся в лоно католической церкви.
Фашистские власти запретили хоронить Асанью с президентскими почестями; они лишь согласились на то, чтобы гроб был покрыт испанским флагом, но только двухцветным (принятым при монархии и Франко), а не республиканским трёхцветным. Тогда посол Мексики распорядился покрыть гроб мексиканским флагом, заявив французскому префекту: «Для нас это будет честью, для республиканцев — надеждой, для вас — болезненным уроком».
В настоящее время существует Ассоциация Мануэля Асаньи — ей принадлежит книжный магазин и она организует культурные мероприятия. Ежегодно в ноябре проводятся «Дни Мануэля Асаньи». Посмертно были опубликованы его воспоминания — важный документ по испанской истории 1930-х годов.